# Nira Juanco
Nira Juanco Alonso (Las Palmas de Gran Canaria, 3 de septiembre de 1978) es una presentadora de televisión y periodista deportiva española. Desde 2009, formó parte del equipo de retransmisiones de la Fórmula 1 en Antena 3, cadena que abandonó en 2015 para pasar a formar parte del equipo de retransmisión de Canal F1 Latin America. Actualmente es periodista y presentadora en el programa La prórroga de El Golazo en Gol (canal de televisión) o presentadora de DAZN F1. Desde 2020 es comentarista del videojuego FIFA junto a Manolo Lama y Paco González. Desde 2021 es subdirectora del canal de Fórmula 1 de DAZN F1. En marzo de 2023 ha publicado su primer libro, El gran circo de la Fórmula 1, mediante la editorial Esfera de los Libros.

## Vida personal
El 4 de mayo de 2013 Nira se casó con Jaume Sallarés, después de llevar unos meses de noviazgo. La boda fue en la intimidad. Se divorciaron en 2016, y se casó de nuevo con Fernando Meco el 22 de julio de 2022. 